# Potchinok
Pour la sociologue et économiste russe, voir Natalia Potchinok.
Potchinok (en russe : Починок) est une ville de l'oblast de Smolensk, en Russie, et le centre administratif du raïon de Potchinok. Sa population s'élevait à 8 675 habitants en 2014.

## Géographie
Elle est arrosée par la rivière Khmara, dans le bassin du Dniepr, et se trouve à 50 km au sud-est de Smolensk et à 363 km au sud-ouest de Moscou.

## Histoire
Potchinok a été fondée en 1868 comme une gare ferroviaire sur la ligne Riga – Orel, et reçut le nom de Potchinok, que portent de nombreux villages de la région de Smolensk, car il signifie « nouvelle colonie ». Le statut de ville lui a été accordé en 1926.
Depuis la guerre froide, la base aérienne voisine de Chatalovo a été un important centre de formation et d'opérations pour les équipages des forces aériennes de l'Union soviétique puis de la Russie.

## Population
Recensements (*) ou estimations de la population
| 1926* | 1939* | 1959* | 1970* | 1979*  | 1989*  |
| ----- | ----- | ----- | ----- | ------ | ------ |
| 1 354 | 3 200 | 7 688 | 9 632 | 10 887 | 10 753 |

| 2002* | 2006  | 2010* | 2012  | 2013  | 2014  |
| ----- | ----- | ----- | ----- | ----- | ----- |
| 9 578 | 9 337 | 8 776 | 8 699 | 8 697 | 8 675 |